# Tamopsis centralis
Tamopsis centralis là một loài nhện trong họ Hersiliidae. T. centralis được miêu tả năm 1987 bởi Martin Baehr & Barbara Baehr.